# Andrzej Buras

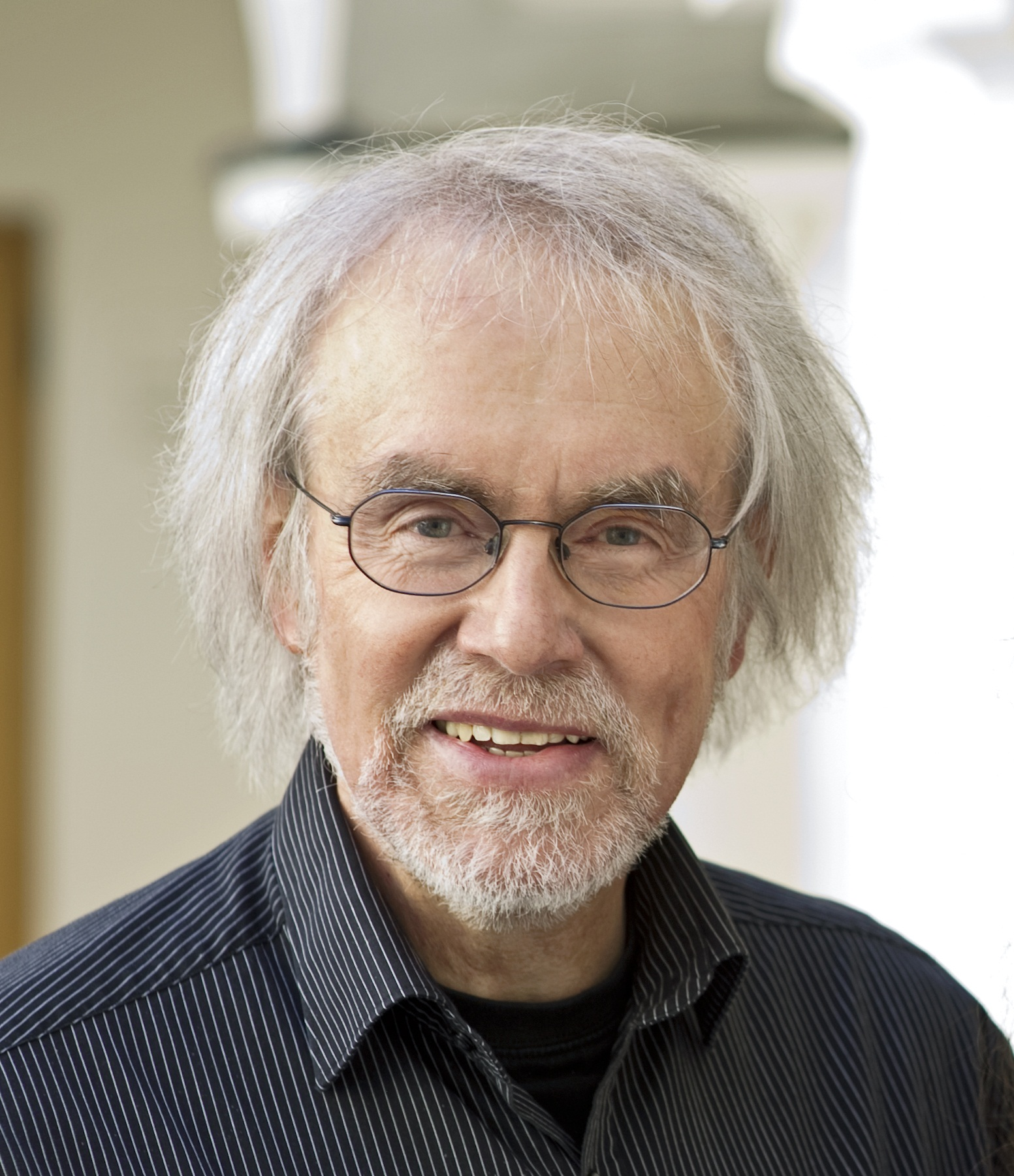
Andrzej Buras

Andrzej Jerzy Buras (* 26. Oktober 1946 in Warschau) ist ein polnischer theoretischer Physiker, der sich mit Elementarteilchenphysik befasst.

## Leben
Buras studierte an der Universität Warschau Physik mit dem Diplom 1971 und ging dann an das Niels-Bohr-Institut in Kopenhagen, an dem er 1972 promoviert wurde und bis 1975 Post-Doktorand war. 1975 bis 1977 war er an der Theoriegruppe des CERN und danach bis 1982 Mitglied der Fermilab Theoriegruppe (ab 1981 mit permanenter Position). Ab 1982 war er Mitglied am Max-Planck-Institut für Physik in München und 1988 erhielt er eine volle Professur an der TU München. 1990 bis 1992 und 2002 bis 2004 leitete er das Institut für Theoretische Physik an der TU München und 2006 bis 2012 war er Projektleiter in einem der sieben Forschungsbereiche des Exzellenz-Clusters Origin and Structure of the Universe. 2012 ging er offiziell in den Ruhestand (und ist Emeritus of Excellence), leitet aber eine Gruppe Fundamentale Physik am Institute for Advanced Study der Universität.
Er befasst sich mit störungstheoretischen Rechnungen im Standardmodell der Elementarteilchen. Ende der 1970er Jahre wurde er bekannt mit QCD-Korrekturen in tiefinelastischer Streuung von Elektronen und Neutrinos an Protonen. In den 1980er Jahren untersuchte er QCD-Effekte im elektroschwachen Zerfall von Mesonen sowie die Phänomenologie der CP-Verletzung und Flavour-Physik im Standardmodell und jenseits davon (Supersymmetrie, GUT).
2007 gehörte er zu einer Gruppe, die die Super B Factory vorschlug zur Erkundung der Flavour-Physik des Standardmodells mit höherer Statistik als BaBar oder Belle (und als deren Fortsetzung).
Er ist ordentliches Mitglied der Bayerischen Akademie der Wissenschaften (2010), Mitglied der Polnischen Akademie der Wissenschaften (2013) und der Polska Akademia Umiejętności in Krakau.
2011 erhielt er einen Advanced Grant des European Research Council.  2007 erhielt er die Marian-Smoluchowski-Emil-Warburg-Physikpreis. 2010 war er Erwin Schrödinger Gastprofessor an der Universität Wien. 2008 bis 2011 war er Carl von Linde Fellow. 2020 wurde Buras mit der Max-Planck-Medaille ausgezeichnet, 2022 wurde er zum Mitglied der Academia Europaea gewählt. Für 2024 wurde ihm der Sakurai-Preis zugesprochen.

## Schriften (Auswahl)
- mit John Ellis, Mary K. Gaillard, Dimitri Nanopoulos: Aspects of the Grand Unification of Strong, Weak and Electromagnetic Interactions, Nucl. Phys. B, Band 135, 1978, S. 66–92
- mit K. J. F. Gaemers: Simple Parametrizations of Parton Distributions with {\displaystyle q^{2}} Dependence Given by Asymptotic Freedom, Nucl. Phys. B, Band 132, 1978, S. 249–267
- Asymptotic Freedom in Deep Inelastic Processes in the Leading Order and Beyond, Reviews of Modern Physics, Band 52, 1980, S. 199
- mit William Bardeen, D. Duke, T. Muta: Deep Inelastic scattering beyond the leading order in asymptotic free gauge theories, Phys. Rev. D, Band 18, 1987, S. 3998–4017.
- mit Matthias Jamin, Peter H. Weisz: Leading and Next-to-leading QCD Corrections to {\displaystyle \epsilon }-Parameter and {\displaystyle B_{0}} −{\displaystyle {\overline {B_{0}}}} Mixing in the Presence of a Heavy Top Quark, Nucl. Phys. B, Band 347, 1990, S. 491–536
- Weak Hamiltonian, CP violation and rare decays, Les Houches, Lectures 1997, Arxiv, pdf.
- mit Gerhard Buchalla, Markus E. Lautenbacher: Weak decays beyond leading logarithms, Rev. Mod. Phys, Band 68, 1996; S. 1125–1144.
- mit W. Altmannshofer, S. Gori, P.  Paradisi, D. Straub: Anatomy and Phenomenology of FCNC and CPV Effects in SUSY Theories,  Nucl. Phys. B, Band 830,  2010, S. 17–94, Arxiv
- Flavour Theory and the LHC Era, Plenarvortrag Physics at the LHC, DESY 2010, Arxiv
- mit Jennifer Girrbach, D. Guadagnoli, G. Isidori: On the Standard Model Prediction for Bs→ μ+ μ-, Eur. Phys. J. C, Band 72, 2012, S. 2172, Arxiv
- mit Jennifer Girrbach: Towards the Identification of New Physics through Quark Flavour Violating Processes, Reports on Progress in Physics, Band 77,  2014, S. 086201, Arxiv
- mit J. Girrbach, R. Ziegler: Particle-Antiparticle Mixing, CP Violation and Rare Decays in a Minimal Theory of Fermion Masses, 2013, Arxiv
- Revival of Kaon Flavour Physics, Vortrag QCD at Work, Bari 2016, Arxiv